# Donald Curry
Pour les articles homonymes, voir Curry (homonymie).
Donald Curry est un boxeur américain né le 7 septembre 1961 à Fort Worth, Texas.

## Carrière
Avec un palmarès de 400 victoires pour seulement quatre défaites en amateurs et notamment deux titres de champion des États-Unis en 1978 (poids super-légers) et 1979 (poids welters) ainsi qu'une victoire l'année suivante aux Golden Gloves, il attise la convoitise des promoteurs.
N'ayant pu participer aux Jeux olympiques de Moscou pour cause de boycott de la part des États-Unis, Curry passe professionnel le 26 décembre 1980 et bat par KO Mario Tinéo dès le 1er round. Il livre entre 1980 et 1982 14 combats avant d'affronter Marlon Starling (invaincu en 25 combats) qu'il bat au points. Ce combat le fait accéder au titre mondial WBA des poids welters face au sud-coréen Jun Suk Hwang (invaincu en 21 combats) qu'il bat aux points facilement.
Il met ensuite un an et demi avant de défendre son titre face à Roger Stafford, qu'il met KO au 1er round. Peu après, il donne sa revanche à Starling qui entretemps est devenu champion du monde IBF. Il le bat cette fois aux points. Double champion du monde WBC & IBF, Curry va alors battre les meilleurs boxeurs de sa catégorie tels que Nino La Rocca (par KO au 6e round), Colin Jones (KO 4) et James Green (KO 2). En 1985, il réunifie le titre des welters en démolissant Milton McCrory, champion du monde WBC, dès le 2e round. Nous sommes en 1986, il est au sommet de sa carrière. Il ne défend son titre qu'une fois par KO au 2e round contre Eddy Rodriguez.
Toujours en 1986, il est considéré comme le meilleur boxeur en activité. Il défend ses titres contre Lloyd Honeyghan (invaincu en 27 combats). Mais pour son 26e combat Curry est méconnaissable. Coupé à la suite d'un coup de tête de son adversaire, il abandonne au sixième round. Il subit sa première défaite.
Don Curry est atteint d'un cancer mais il l'ignore. Ses capacités physiques ne reviendront jamais, il s'épuise pendant les combats et un changement de catégorie n'aidera pas. Il n'a plus la capacité d'affronter les meilleurs et souffre des défaites contre des boxeurs mineurs.
En 1987, il change de catégorie et passe en super-welters. Il remporte deux victoires avant d'affronter Mike McCallum pour le championnat du monde WBA de la catégorie. Mais entre les deux légendes, c'est McCallum le plus fort et Curry est mis KO dès la cinquième reprise sur un crochet au menton.
Cependant, en 1988, il devient champion du monde WBC en infligeant une véritable correction au boxeur italien Gianfranco Rosi.
L'année suivante, il affronte le Français René Jacquot qui parait appartenir à une classe bien inférieure au Cobra. Curry et Jacquot débarquent fin janvier à l’hôtel Méridien Montparnasse à Paris où une salle de boxe est aménagée dans le salon. Tous les entraînements sont publics. Le texan joue la star et impressionne de facilité la presse sur le carré réellement magique par sa grâce mais l’approche mentale du rendez-vous par le Français est parfaite. Il croit en sa chance dur comme fer. Le prestige de Curry transforme l’affiche en évènement.
Le jour du combat, le Français domine Curry sur tous les compartiments et le bat aux points. C'est le premier Français champion du monde depuis 30 ans.
Ce combat sonne le glas de la brillante carrière de Don Curry, qui connaît ensuite deux sévères désillusions face à Michael Nunn (KO au 10e round en 1990) en poids moyens et face à la nouvelle star des super-welters, Terry Norris (KO au 8e round en 1991). Il tente un come-back en 1997 et bat un certain Gary Jones mais il est à son tour battu deux mois plus tard par Emmet Lincoln au 7e round.

## Distinctions
- Donald Curry est élu boxeur de l’année en 1985 par Ring Magazine.
- Il est membre de l'International Boxing Hall of Fame depuis 2019.